# Hohe Student
Die Hohe Student  ist ein 1539 m ü. A. hoher Berg im steirischen Teil der Mürzsteger Alpen.
Sie ist Teil des Alpenhauptkamms, der sich nach Osten über den Freinsattel (1106 m) zur Wildalpe (1523 m) sowie nach Süden über die Höhenreithalm (1169 m) zum Fallenstein (1536 m) fortsetzt. Talort ist Halltal im nördlich gelegenen Salzatal (Halltal). Die Hohe Student weist eine mehrgipfelige weitverzweigte Hochfläche auf. Markanteste Nebengipfel sind der Haselspitz (1534 m, mit großem Gipfelkreuz) sowie die Studentleiten (1511 m).
Auf der Hochfläche findet sich weiters die nicht bewirtschaftete Studentalm.
Die weite Aussicht von den Gipfeln sowie die Blütenpracht der Alpenflora auf der Hochfläche machen die Hohe Student zu einem beliebten Wanderziel. Markierte Wanderwege führen von der Ortschaft Halltal über das Kampltörl sowie vom Gehöft Aunbauer im Halltal über den Freinsattel auf die Student (jeweils 2½ Stunden).

## Etymologie
Von der Studentalm kann der Bergname Student vom slawischen studena (‚Kaltwasser‘) abgeleitet werden, eine analoge Ableitung führt den Namen auf slowenisch studenec (Quelle, Brunnen) zurück.